# Komunistyczna Partia Turcji (1920)

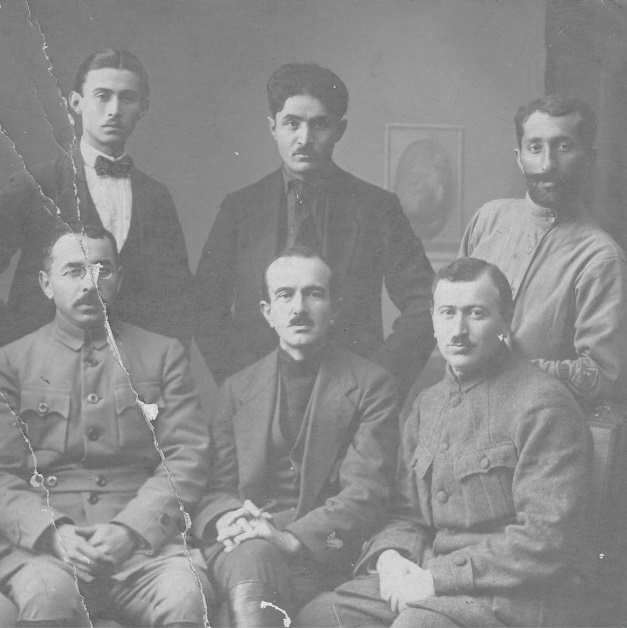
Założyciele Komunistycznej Partii Turcji. Siedzą: Mustafa Suphi (po lewej), sekretarz generalny Ethem Nejat (w środku) i İsmail Hakkı (po prawej).

Komunistyczna Partia Turcji (tur. Türkiye Komünist Partisi, TKP) – komunistyczna partia polityczna działająca na terenie Turcji w latach 1920-1988.

## Historia
Partia została założona na kongresie w Baku 10 września 1920, na którym zgromadzili się przedstawiciele trzech lewicowych środowisk. Były to: Turecka Socjalistyczna Partia Robotników i Chłopów (tur. Türkiye İşçi ve Çiftçi Sosyalist Fırkası, TİÇSF), Zielona Armia (tur. Yeşil Ordu, YO) oraz grupa tureckich komunistów z ZSRR (w dużej mierze składająca się z tureckich jeńców wojennych, którzy zostali zwerbowani przez bolszewików), w tym Süleyman Nuri. Łącznie kongres składał się z 74 delegatów. Wybrano wówczas Mustafę Suphi na przewodniczącego partii i Ethema Nejata na sekretarza generalnego.
Po kongresie założycielskim Suphi udał się do Anatolii. Był jednym z 15 komunistów (w tym również Ethem Nejat), którzy wyruszyli do Turcji, aby dołączyć do tureckiej wojny o niepodległość. Po napotkaniu wrogości w Erzurum komuniści próbowali powrócić. Zostali jednak zamordowani na statku po wypłynięciu z Trabzonu w nocy 28 stycznia 1921. Prawdopodobnie dokonała tego grupa zwolenników İsmaila Envera z obawy, że Suphi mógłby ujawnić plany działań politycznych Envera w Moskwie, a ostatecznie skorzystać z pomocy bolszewików w przejęciu władzy w Turcji i pokonaniu Tureckiego Ruchu Narodowego.
Na statku przebywała również żona Saphiego, Maria. Przeżyła atak załogi, ale została uwięziona i przez ok. dwa lata torturowana oraz gwałcona. Następnie sprzedano ją Nemlizade Ragıpowi, jednemu z notabli Trabzonu, ale wreszcie trafiła do Rize, gdzie poddawano ją zbiorowy gwałtom. Krótko po tym umarła i została pochowana w zbiorowym grobie.
W 1925 zakazano działalności TKP, co oficjalnie miało związek z zapewnieniem bezpieczeństwa kraju po powstaniu szejka Saida. Diałała jako tajna partia opozycyjna przez cały okres zimnej wojny, była prześladowana przez różne reżimy wojskowe. W tym czasie wielu intelektualistów, takich jak Nâzım Hikmet, Behice Boran czy Suat Derviş, dołączyło do szeregów organizacji. 
Partia została ponownie zalegalizowana po II wojnie światowej, chociaż z bardzo ograniczonymi możliwościami i pod ścisłym monitoringiem władzy. Jednak po 1947 została ona ponownie zdelegalizowana, a wiele jej czołowych postaci aresztowano i zatrzymano.  
W 1951 TKP osłabła po aresztowaniu przez władze wielu jej liderów. Aby utrzymać dyskrecję działania na terenie Turcji, utworzono biuro zagraniczne, które miało powiązania z Moskwą. Mihri Belli, turecki rewolucjonista, twierdził, że powierzono mu właśnie zadanie zorganizowania zagranicznej siedziby. Uczyniło go to de facto przywódcą partii, jednak odmówił oficjalnego stanowiska lidera.  
Po zamachu stanu w 1960 władze Turcji przyjęły nową konstytucję, która dawała więcej swobód politycznych niż kiedykolwiek wcześniej. Mimo to komuniści nadal byli ograniczeni w legalnie działającej organizacji i dotyczyło to w dużym stopniu TKP. Partia uznawała dotychczas, że zmiany można wprowadzić poprzez reformy demokratyczne, ale po 1960 przyjęto bardziej rewolucyjne podejście.   
W latach 70. wielu członków partii należało do Konfederacji Rewolucyjnych Związków Zawodowych Turcji (DİSK). Do władz organizacji zostali nawet wybrani jedni z czołowych działaczy partyjnych tamtego okresu, czyli İbrahim Güzelc oraz Aydın Meriç. Niemniej, podczas 6. Zgromadzenia Ogólnego DİSK w dniach 22–27 grudnia 1977, który odbywał się w sali teatru miejskiego Harbiye w Stambule, na Przewodniczącego wybrano Abdullah Baştürk związanego z Republikańską Partią Ludową (CHP).   
W wyborach w 1979 z list TKP do Senatu Republiki Turcji startowała m.in. feministyczna działaczka Beria Onger. Otrzymała w Stambule 22 000 głosów, ale nie została wybrana.   
W 1987 partia połączyła się z Partią Pracujących Turcji (TİP) i utworzyła Zjednoczoną Komunistyczną Partię Turcji (TBKP), próbując uzyskać tym samym legalny status.